# Swedish Touring Car Championship 1998
Swedish Touring Car Championship 1998 var den tredje säsongen av standardvagnsmästerskapet Swedish Touring Car Championship
1998 kom det nya team med i serien. Opel, Honda, BMW och Audi ville vara med och kriga om bucklan. Slutstriden stod mellan Fredrik Ekblom i BMW och Jan Nilsson i Volvo S40. Ekblom drog det längsta stråt med teamkompisen Peggen Andersson på en totalt tredje plats.